# Bọ rầy
Bọ rầy, bù rầy, đuông đất, sâu đất, sùng trắng hay sùng đất (danh pháp khoa học: Holotrichia sauteri) là một loài bọ cánh cứng trong phân họ Melolonthinae, được Moser mô tả năm 1912.
Tại Việt Nam, ấu trùng loài này được người Cơ Tu gọi là cơ đang.

## Đặc điểm
Bọ rầy không tấn công trên thân cây mà chúng đào đất ở dưới gốc cây rồi đẻ trứng vào đó. Khi trứng nở thành ấu trùng, chúng sẽ gặm hư hết rễ cây. Con bọ rầy cái sẽ dùng chân, đào xới khu vực gần gốc rễ cây rồi đẻ khoảng 15 - 17 trứng vào đó rồi vỗ cánh bay đi. Địa điểm được chọn thường là các bãi bồi ven sông hoặc tại các vùng đất pha cát và nhiều lá mục, hay ven các sườn đồi.
Trứng có dạng hình tròn, kích thước khoảng 2 - 3mm. Trứng nằm sâu dưới đất, và nở sau khoảng 10 - 15 ngày.
Ấu trùng nở ra sẽ bắt đầu cắn phá cây trồng, sở thích của chúng là ăn rễ cây. Kích thước trung bình to bằng ngón tay út, có các màu sắc trắng ngà, trắng xanh hoặc màu vàng. Cơ thể có 3 cặp chân. Nói chung ấu trùng Sùng đất giống Kiến vương tới 99%. Phải mất tới gần 1 năm (270 - 300 ngày), ấu trùng bọ rầy mới hóa nhộng. Thời gian "nằm vùng" của chúng có thể nói là kỷ lục trong số những loài bọ cánh cứng có mặt tại Việt Nam.
Tính từ khi sùng đất đã bắt đầu nhả kén để hóa nhộng, chúng phải mất khoảng 10 - 15 ngày để hoàn tất chiếc kén của mình. Và tốn thêm khoảng 20 - 30 ngày để hoàn toàn lột xác bay ra khỏi kén. Như vậy giai đoạn nhộng của sùng đất cũng tương đối dài, khoảng 40 - 45 ngày.
Có lẽ cả vòng đời của bọ rầy đã nằm sâu dưới đất nên tuổi thọ của bọ rầy trưởng thành thường rất ngắn, chưa đến một tháng. Thỉnh thoảng có con sống được thêm 1, 2 tháng.

## Phân loài
- H. s. lutaoensis[4]

## Tác hại
Các cây bị bọ rầy tấn công gồm mía, ngô (bắp), gừng, khoai lang, bầu bí,v..v..Ấu trùng ẩn mình từng đó thời gian cũng là từng đó vụ mùa bị mất trắng bởi bọn này. Đây là loài khó đặc trị so với kiến vương và đuông dừa, vì tổ của chúng thường nằm sâu dưới đất, gần khu gốc rễ. Đào nó lên để bắt khác gì đào chết cả cây. Theo chia sẻ của một số bà con nông dân, khi làm đất để trồng cây (mía, ngô...) cần phải pha trộn đất với thuốc đặc trị, để sau này ấu trùng có nở ra cũng vì thế mà chết đi. Tuy nhiên cách này chỉ áp dụng cho khoảng 1, 2 vụ mùa. Về sau thuốc trong đất giảm dần thì chúng lại tấn công nhiều hơn.

## Công dụng
Vào các tháng mùa mưa từ tháng 8 - 10, Sùng đất nở rộ. Nhiều bà con ở vùng duyên hải miền Trung đi săn tụi này để mang về ăn. Vừa là món đặc sản, vừa là góp phần tiêu diệt Sùng.
Người Cơ Tu xem bọ rầy là món ăn bổ thận tráng dương giúp đàn ông sung mãn trong quan hệ tình dục.

## Lưu ý đề phòng
- Ăn nhiều sùng đất có thể bị ngộ độc.[6]
- Do ấu trùng của một số loài bọ cánh cứng nằm dưới đất (như loài Sùng đất chẳng hạn), nên cơ thể chúng sẽ có nguy cơ nhiễm các loại thuốc trừ sâu, thuốc bảo vệ thực vật... Có thể liều lượng nhẹ chưa đủ giết con vật nhưng thuốc đã ngấm trong cơ thể chúng. Ăn 1, 2 con thì không sao, nhưng 5, 7 con thì chắc là có sao đó.
- Ấu trùng của loài bọ cánh cứng cũng không thể thoát khỏi quy luật của tự nhiên, đó là Khắc và Bị khắc, tức là chúng có thiên địch. Thiên địch của chúng có thể là các loài vật khác (chẳng hạn heo rừng rất thích ăn Sùng đất, hoặc ong ký sinh trên ấu trùng kiến vương) hoặc là các loại nấm ký sinh. Các loài nấm này có thể mang độc tố, nên khi lây nhiễm vào vật chủ (là con ấu trùng) thì chúng sẽ giết ấu trùng từ từ, nhanh thì vài ngày, chậm thì tới vài tuần. Do vậy chẳng may con người ăn trúng các con ấu trùng mà đang bị nấm tấn công thì khả năng ngộ độc cũng rất cao.
- Một lý do cũng có khả năng xảy ra đó là ấu trùng của một loài nào đó giống với con ấu trùng của bọ cánh cứng, và loài này có độc nên ăn vào chúng ta cũng sẽ dễ bị ngộ độc.